# Le Horps
 Le Horps  là một xã thuộc tỉnh Mayenne trong vùng Pays de la Loire tây bắc nước Pháp. Xã này nằm ở khu vực có độ cao trung bình 270 mét trên mực nước biển.

## Dân số
| Năm    | 1836 | 1846 | 1856 | 1866 | 1876 | 1886 | 1896 | 1906 |
| ------ | ---- | ---- | ---- | ---- | ---- | ---- | ---- | ---- |
| Dân số | 1682 | 1564 | 1583 | 1634 | 1584 | 1454 | 1336 | 1243 |

| Năm | 1962 | 1968 | 1975 | 1982 | 1990 | 1999 | 2005 |
| --- | ---- | ---- | ---- | ---- | ---- | ---- | ---- |
| Dân số | 836  | 735  | 707  | 671  | 684  | 734  | 744  |
| From the year 1962 on: No double counting—residents of multiple communes (e.g. students and military personnel) are counted only once. |      |      |      |      |      |      |      |